# زاسی بیتس
زاسی اُلیویا بِـیتس (انگلیسی: Zazie Olivia Beetz؛ ‏ تلفظ انگلیسی: ‎/zəˈsiː ˈbeɪts/‎ ‏ zə-SEE BAYTS؛ ‏ زادهٔ ۲۵ مهٔ ۱۹۹۱) یا زاسی بِـتس (آلمانی: [zaˈsiː ˈbeːts]) بازیگر آلمانی-آمریکایی است. وی از سال ۲۰۱۳ میلادی تاکنون مشغول فعالیت بوده‌است.
از فیلم‌ها یا برنامه‌های تلویزیونی که وی در آنها نقش داشته‌است می‌توان به جیمز وایت، طوفان جهانی، زخم‌ها، سیبرگ، لوسی در آسمان، منقرض شده‌ها، هرچه قوی‌تر، سخت‌تر زمین‌می‌خوری، رفقای بد، قطار سریع‌السیر، آتلانتا، مرغ ربات، شکست‌ناپذیر، ددپول ۲، گرگ‌ها و جوکر اشاره کرد.